# جورجي دانيليا
جورجي نيكولايفيتش دانيليا ({الجورجية : გიორგი ნიკოლოზის ძე დანელია} { الروسية : Георгий Николаевич Данелия } ، 25 أغسطس 1930 - 4 أبريل 2019)، المعروف أيضا باسم جيا دانيليا ( الجورجية : გია დანელია )هو مخرج وسيناريست جورجي روسي سوفيتي . حصل على لقب فنان الشعب لاتحاد الجمهوريات الاشتراكية السوفياتية في عام 1989 ويعد أهم مخرج من جورجيا ومن أهم المخرجين على الإطلاق بـ16 فيلم فقط .

## حياته
ولد جورجي دانيليا في تبليسي لعائلة جورجية . جاء والده نيكولاي دميترييفيتش دانيليا (1902-1981) من الفلاحين. انتقل إلى موسكو بعد ثورة أكتوبر ، وأنهى جامعة موسكو الحكومية لهندسة السكك الحديدية وانضم إلى موسمتروستروي حيث أمضى بقية حياته في العمل كمهندس ومدير على مستويات مختلفة.  تنتمي والدة جورجي ماريا إيفليانوفنا أنجاباريدزه (1905-1980) لعائلة أنجاباريدزه النبيلة المعروفة منذ القرن الثالث عشر والتي اعترفت بها الإمبراطورية الروسية في عام 1880.  عمل كمخرج أفلام ومخرج وحدة ثانية ومساعد مخرج . كانت شقيقته (عمة دانيليا ) فيريكو أنجاباريدزه ممثلة مسرحية وسينمائية جورجية شهيرة متزوجة من ميخائيل تشياوريلي ، مخرج سينمائي سوفيتي بارز. كانت ابنتهما سوفيكو تشياوريلي أيضًا ممثلة مشهورة .
بعد عام من ولادة جورجي ، انتقلت عائلته إلى موسكو حيث نشأ ودخل المدرسة الابتدائية. بحلول الوقت الذي بدأت فيه الحرب الوطنية العظمى ، كان هو ووالدته يقيمان عند أقاربهم في تبليسي حيث أمضوا العامين التاليين. تم إرسال والده إلى الخطوط الأمامية لبناء مراكز قيادة وتحكم تحت الأرض . لم يشارك في المعارك ، لكنه حصل على رتبة لواء لعمله. في عام 1943 اجتمعت الأسرة مرة أخرى في موسكو.
بدأ دانيليا حياته المهنية من خلال لعب أدوار عرضية في العديد من الأفلام التي أخرجها عمه ميخائيل تشياوريلي. في عام 1955 تخرج من معهد موسكو للهندسة المعمارية وعمل مهندسًا معماريًا لمدة عامين. في عام 1956 دورات مدير العالي تم تأسيسها في موسفيلم الاستوديو، وقرر دانيليا لإدخالها. قاد مساره ميخائيل كالاتوزوف ، وهو أيضًا صديق جيد لوالدته. تخرج عام 1959 وانضم إلى موسفيلم في نفس العام.
شارك صديقه إيغور تالانكين في كتابته فيلمه الأول أيام رائعة . استند الفيلم إلى الرواية الشهيرة التي تحمل الاسم نفسه للكاتب السوفيتي البارز فيرا بانوفا ، وظهر المخرج الكبير سيرجي بوندارتشوك وزوجته إيرينا سكوبتسيفا في الأدوار القيادية. لاقى الفيلم استحسانًا ، وفي نفس العام تم إرساله إلى مهرجان كارلوفي فاري السينمائي الدولي حيث حصل على جائزة كريستال جلوب .
في عام 1980 ، نجا جورجي دانيليا من الموت السريري بعد تشخيص إصابته بالتهاب الصفاق وقضى عامًا في المستشفى. في سنواته الأخيرة ، نادراً ما غادر شقته. وفقا لزوجته غالينا يوركوفا دانيليا ، فقد كان يعاني من مرض الانسداد الرئوي المزمن المتطور لسنوات عديدة.

## وصلات خارجية
جورجي دانيليا على قاعدة بيانات الأفلام على الإنترنت